# Aldo Francia
Aldo Francia Boido (Valparaíso, 30 de agosto de 1923-Viña del Mar, 15 de octubre de 1996) fue un cineasta y médico, considerado junto a Raúl Ruiz y Miguel Littin pionero del Nuevo Cine Chileno. En 1962 fue uno de los fundadores del Cine-Club de la ciudad de Viña del Mar, de aquí nace también la revista Cine Foro y fue miembro fundador de la primera Escuela de Cine que se realiza en Chile. En 1967 se realiza Primer Festival de Cine Nuevo Latinoamericano, y en 1969 se vuelve a repetir esta experiencia, la cual es considerada uno de los eventos que fomentó tanto el cine de este país como el cine latinoamericano.
Como realizador logró concretar dos películas: Valparaíso, mi amor (1969) y Ya no basta con rezar (1972).
Estudió medicina en la Universidad de Chile y se especializó en pediatría.
Falleció el 15 de octubre de 1996 en Viña del Mar, sus restos fueron cremados y lanzados en el mar de Valparaíso.

## Primeros años
Sus padres fueron inmigrantes italianos, luego de casarse viajaron a Chile, radicándose en Valparaíso, en donde su padre trabajó como dependiente en un almacén. Posteriormente abrió su propio negocio cerca de la iglesia La Matriz y de la Calle Clave. Aldo Francia nació en Valparaíso, frente a la Feria a la Av. Argentina, en el Hospital San Agustín que formaba parte del Hospital Deformes. Posteriormente se trasladaron a Viña del Mar en donde su padre abrió un almacén en Valparaíso, en el Emporio Gastronómico.
A los cinco años, debido a la buena situación económica que sus padres estaban teniendo en el país, volvieron a Italia, específicamente a la ciudad natal de su padre, en donde éste compró un palacio en un pueblo cercano a Vercelli. Cuando este tenía ocho años de edad vuelven a Chile debido a la Crisis Económica de 1929. En 1936 su padre vende el negocio que poseía para arrendar un chalet en la Población Vergara en donde se quedaron de manera definitiva. Aquí Francia ingresó a los scouts y se dedicó al deporte, sobre todo al fútbol, basquetbol y al atletismo.
Este quería dedicarse a la historia, sin embargo, debido a la negativa de su padre, en 1940 ingresó a estudiar Medicina en la Universidad de Chile, de la que se graduó en 1949. En esta época de estudiante fue cuando conocería a su futura esposa Erica Willms, con quien formó una familia y con quien tuvo cuatro hijos.
En 1949, recién egresado de la carrera de medicina junto a sus compañeros, realiza un viaje a Europa, en París, visualiza en un cine del Boulevard Saint Michel la película Ladrón de bicicleta de Vitorrio de Sica, en donde descubre su vocación por el séptimo arte. Aquí adquiere una cámara de 8 mm y además empieza frecuentar con acuidad la Cinemateca en el Barrio Latino de París.

## Trayectoria

### Como director y participación en los Festivales de Cine
El 25 de diciembre Aldo Francia y el director Mario Baeza, quien en ese entonces era director del reciente Canal 4 de la Universidad Católica visitan Andacollo y filman el cortometraje Andacollo (1960) que trata sobre las festividades de la virgen que se celebran en este lugar. Durante el Primer Festival de Cine Aficionado (1960) presenta varios de sus cortometrajes: París en otoño (1959), Rapto (1963), Andacollo (1961), Lluvia en el bario latino (1961), Vendemia (1961), Bajo los puentes de Notre Dame (1961), Pecadores de domingo (1961), Niños (1961), oportunidad en donde su cortometraje Lluvia en el barrio latino gana el premio a la mejor película del Festival (la Paoa de Oro).
Para el Segundo Festival de Cine Aficionados de 1964 el que por primera vez presentó cortometrajes internacionales exhibió sus cortometrajes Paceña (1959), La escala (1964) y Carnaval (1960) corto que trataba sobre el Carnaval de Río de Janeiro, con la que ganó el premio como Mejor Película Folclórica.
Ya para el Tercer Festival de Cine Aficionados realizado al año siguiente este asumió el cargo de director, fue quien se encargó de administrar y seleccionar las películas que ingresaron a la competencia ese año. En cambio para El Cuarto Festival de Cine, en esa oportunidad dejó de ser el Festival de Cine Aficionados para ser el Primer Festival de Cine Chileno (1966) Francia otorgó el discurso inaugural y fue parte del jurado.
Ya para 1967 debido a la buena acogida que consiguió el festival del año anterior, por primera vez en Chile se realiza una junta de cineastas a nivel latinoamericano, concretándose así el Primer Festival de Cine Nuevo Latinoamericano, en el que participó dando nuevamente el discurso inaugural y estuvo a cargo de otorgar la información del evento. Por estos años Aldo Francia aún era Director del Cine Club de Viña del Mar.
Para uno de los talleres que se realizaron en el Cine Club se realiza el cortometraje Solo, cuyo guion fue realizado por él y por vez primera se dedicó a la dirección más que de camarógrafo.
Se crea la primera Escuela de Cine del país con ayuda y auspicio del Cine Club y la Universidad de Chile de Valparaíso, en donde Francia fue profesor de Introducción al cine y gramática cinematográfica junto a otros miembros del Cine Club que fueron seleccionados por parte de la Universidad, como Jorge Madariaga en el área administrativa y Luisa Ferrari como jefa de carrera de la escuela.
Durante el año 1969 se lleva a cabo uno de los festivales más recordados a nivel nacional y latinoamericano, el II Festival de Cine Latinoamericano, el que marca un antes y un después de como se realizaba cine en ese entonces en el país. Se estrena la película Valparaíso, mi amor de Aldo Francia (película que dio inicio al festival), El Chacal de Nahueltoro de Miguel Littin (película que cerró el festival), Tres tristes tigres de Raúl Ruiz y Largo viaje de Patricio Kaulen.
Valparaíso, mi amor, también fue exhibida en Francia, Alemania, España y en países escandinavos en donde fue muy bien recibida. la película también fue mostrada en la URSS, país al que fue acompañado de su esposa y el compositor de la película Gustavo Becerra. esta fue vendida junto a El Chacal de Nahueltoro y Caliche Sangriento. Además hay que destacar que Valparaíso, mi amor fue subtitulada o doblada en 20 idiomas, se estima que para 1990 ya había sido vista por sesenta millones de personas.
El 28 de agosto de 1972 se estrena su segunda película titulada Ya no basta con rezar la cual es exhibida para la apertura del Festival Internacional de Cine en el Gran Palace de Santiago. la que fue también mostrada en Barcelona y quedó seleccionada para la Semana de la Crítica en el Festival de Cannes, la que es seleccionada en el primer lugar en las votaciones realizadas por el público. En Italia gana el premio Espantapájaros por parte de la Oficina Católica Internacional del Cine (OCIC).

### El Cine Club de Viña del Mar y la revista Cine Foro
El surgimiento del Cine Club de Viña del Mar nace a partir de un anuncio publicado en 1962 en un periódico, la que tenía la intención de reunir a los aficionados al cine. Este nace en la calle Quinta Rioja, en donde se realizaron clases de cine, de guion, actuación y entre otras temáticas dirigidas a un público interesado en el tema del cine en sí, se impartieron un total de seis ramos. Mientras todo esto sucedía, igualmente se comenzaron a realizar clases de apreciación cinematográfica en colegios y en festivales de cine amateur, e incluso crearon un cursos de verano. En este Cine Club participaron figuras como el director Bruno Gebel( el que se rumoreaba que fue asistente de Roberto Rosselini, rumor que nunca fue confirmado) conocido por dirigir La caleta olvidada (1958), éste se dedicó a realizar clases de guion. También fueron parte Peter Krisam que impartía clases de Sonido y Orlando Walter Muñoz quien se dedicó a enseñar Historia de cine.  Dentro de los aleros del Cine Club nace la revista de cine llamada Cine Foro la que duró solo hasta 1966 y se alcanzaron a publicar 6 volúmenes, ya que según el mismo Aldo Francia declara que la revista era muy costosa para el público:
" Desgraciadamente la revista dependía de los avisos y la persona encargada de la venta se quedó con la plata. Yo tuve que pagar casi toda la revista".
En esta publicación participaron personajes como el documentalista José Román, Kerry Oñate que era actriz, José Troncoso (conocido como Pepe Troncoso) junto a Luisa Ferrari quienes fueron directores y editores principales de la revista.

### El Cine Arte de Viña del Mar

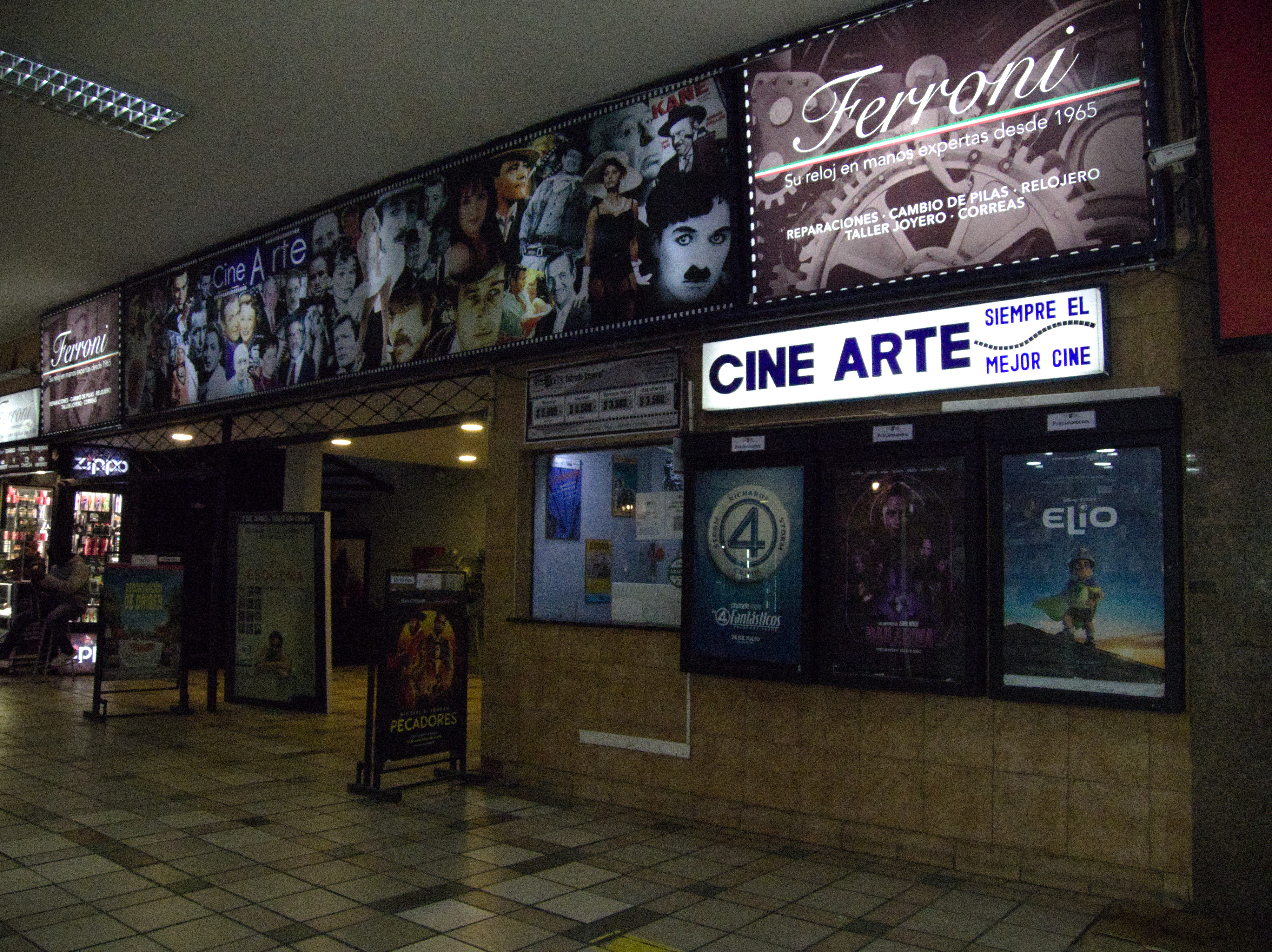
Cine Arte Viña del Mar, ubicado en Calle Plaza Vergara 142, Viña del Mar, Chile.

En 1964 mientras Francia realiza un viaje a Europa en donde participa en diversos Festivales de Cine, José Pellerano, socio del Cine Club sugiere comprar un edificio que en ese momento estaba en construcción en plena plaza de Viña para crear una sala de cine. Según lo que relata Aldo Francia en su libro Nuevo cine latinoamericano en Viña del mar nos cuenta como Guillermo Aguallo creó un plan que consistía en reunir fondos a través de acciones. Cuando vuelve a Viña enterado del proyecto junta Aldo Francia acciones a través de padres de sus pacientes y amigos:
" En mi caso, al examinar un paciente y después de extender la receta, convencía a los padres de las ventajas de ser socios en Cine Arte. Posteriormente, con Guillermo Aguayo, los visitábamos nuevamente y concretábamos la venta con la firma de los contratados y las letras. Y de ese modo, logramos vender casi la mitad de la sala y, sobre todo, las acciones primerizas, que son las más difíciles de colocar."
Luego de esto crean un directorio conformado por Francia como figura del cine, José Pellerano, José Troncoso, Guillermo Aguayo (quien era abogado) y presidente del Cine Club en ese entonces, y Hugo Castelleto (quien era contador).
Para 1965 él cuenta que se lograron registrar aproximadamente 600 personas que financiaron la creación del Cine Arte y ya con la Ley de caseta abierta promulgada, finalmente el 25 de febrero de 1967 se realiza su inauguración.

## Otros proyectos

### El Libro:El Nuevo Cine Latinoamericano en Viña del Mar.
El 5 de septiembre de 1990 se realizó el preestreno de la película Yugoslava Balkan Express de Branko Baletić en la Sala de Cine Arte de Viña del Mar con la finalidad de juntar recursos para la publicación del libro escrito por Aldo Francia titulado El Nuevo cine chileno y latinoamericano. Este evento fue organizado por el Centro de Estudios Sociales (Cesoc), Filmo Arte, Cine Arte y amigos de Aldo Francia. Las entradas se vendieron en el Cine Arte de Viña del Mar, en la Librería Manantial, y en La Casa Amarilla. De igual modo, en paralelo a esta actividad se realizó un visionado en salas de cine en Alemania de la película Ya no basta con rezar, que fue adquirida por un canal germano gracias a Walter Schobert y al mismo Aldo Francia. El dinero obtenido en esas funciones también fue destinada a la publicación del libro.
Finalmente, durante el Tercer Festival Internacional de Cine, evento que se realizó del 12 al 20 de octubre de 1990 en La Municipalidad de Viña del Mar, el domingo 14 octubre, se presentó el libro El Nuevo Cine Latinoamericano en Viña del Mar escrito por Aldo Francia. Este fue editado por ArteCien y Cesoc ediciones.

### Proyectos inconclusos
La tercera película de Aldo Francia se titularía La guerra de los viejos pascuales, que trataba sobre unos viejos pascuales que trabajan en una juguetería, que tras volver del trabajo no tienen los recursos suficientes para subsistir con su familia. Los viejos pascuales regalarían juguetes a los niños y por consiguiente se revelarían en contra de sus jefes desatando así la guerra. El guion se basó en una idea de Aldo Francia, escrita por Renzo Pecchenino (Lukas) y José Román, también trabajaría Silvio Caiozzi y Luis Advis como compositor. Este Film nunca se llevó a cabo debido a que el comienzo del rodaje se desarrollaría en septiembre de 1973, pero el 11 de septiembre de ese año ocurrió el Golpe de Estado de 1973 en Chile. Después de un tiempo intentaron conseguir permiso con el delegado cultural, sin embargo, el permiso se les fue negado ya que consideraba que la gente pensaría que los malos representados en la película sería la Fuerzas Armadas.
En otro ámbito también planificó realizar una película sobre la Matanza de Santa María de Iquique cuyo guion estuvo a cargo de Patricio Manns. y otro film titulado La paz de la tarde que tampoco llegó a realizarse por falta de autorización.
Como escritor intentó realizar dos libros que nunca fueron publicados: El origen del misticismo y La clave de la mitología griega.

## Filmografía

### Director
- Valparaíso, mi amor (1969)
- Ya no basta con rezar (1972)

### Cortometrajes[24]
- París en otoño (1958), cortometraje documental.

- Paceña (1959), cortometraje documental.

- Carnaval (1960), cortometraje documental.
- Vendimia (1961), cortometraje documental.
- Bajo los puentes desde Notre Dame (1961), cortometraje documental.
- Pescadores de domingo (1961), cortometraje documental.
- En el día de los muertos (1961), cortometraje documental.
- El baile de los chinos (1961), cortometraje documental.
- Andacollo (1961), cortometraje documental.
- Lluvia en el barrio latino (1961), cortometraje documental.

- Niños (1963), cortometraje documental.

- Rapto (1963).

- La escala (1964)

- Solo (1966).